# 1832 Mrkos
Az 1832 Mrkos (ideiglenes jelöléssel 1969 PC) egy kisbolygó a Naprendszerben. Ljudmila Csernih fedezte fel 1969. augusztus 11-én.